# 楠本史郎
楠本 史郎（くすもと しろう、1951年11月9日 - ）は、日本の牧師、キリスト教神学者である。

## 略歴
東京都大田区出身。都立小山台高校を経て、1975年に東北大学経済学部卒業、1979年に東京神学大学大学院博士課程前期修了。日本基督教団輪島教会、若草教会各牧師、若草幼稚園園長、日本基督教団中部教区総会議長等を歴任し、2008年より北陸学院大学学院長・教授。

## 著作
- 『教会に生きる』日本基督教団出版局、2002年
- 『教会役員ハンドブック』（日本基督教団出版局、2007年）
- 『幼な子をキリストへ　霊性をはぐくむ保育教育の理念』（北陸学院大学臨床発達心理学研究会、2010年）
- 『中澤正七　北陸女学校と北陸伝道にささげた生涯』（日本基督教団出版局、2015年）
- 『説教論』（翻訳　P・T・フォーサイス著、ヨルダン社、1997年）

## 論文
- 国立情報学研究所収録論文 国立情報学研究所